# Pape Paye
Pape Paye (31 de maio de 1990) é um futebolista profissional francês que atua como defensor.

## Carreira
Pape Paye começou a carreira no Monts d'Or Azergues Foot.